# Sociedade Musical Banda Lanhelense
A Sociedade Musical Banda Lanhelense foi fundada oficialmente a 1 de Janeiro de 1850. Existem no entanto alguns relatos da existência da chamada então “Musica de Lanhelas” cerca de 20 anos antes desta data.
Pela Banda passaram ainda alguns ilustres maestros como por exemplo João José da Costa ou o José Alves (conhecido como Tenente Alves) que dirigiram a banda até aos anos 70. Mais recentemente a banda foi dirigida pelo maestro José Pedro de Viana do Castelo, pelo maestro Mota Gomes que estiveram mais de 10 anos na Direcção Musical. Por Ultimo dois maestros espanhóis: César Perez e Feliciano até ao ano de 2003. Actualmente a Banda e dirigida pelo maestro Márcio Pereira, natural da Freguesia de Lanhelas. Após a saída do maestro José Pedro a Banda viveu um período algo conturbado mas a chegada do maestro Armindo Mota Gomes (sargento ajudante da Banda da GNR) trouxe novo alento e nessa altura a Banda conheceu uma enorme evolução musical. Nos 10 anos que dirigiu a Banda, com uma presença notável e um tratamento exemplar, conseguiu colocar a Banda ao nível dos melhores agrupamentos do género no nosso país, nível esse que tem vindo a manter e melhorar desde então.
A Banda de música de Lanhelas presta ainda homenagem a duas pessoas que lhe dedicaram a vida: Sr. João Costa Silva (o tio João garrano) e o Sr. António Rosas. Do seu trabalho e do seu empenho muito dependeu a sobrevivência desta instituição durante muitos anos de tempos difíceis.
Actualmente a Banda aposta muito forte na formação através da sua escola de música “João da Costa e Silva” que conta com mais de 50 alunos e 10 professores, distribuídos pelos vários instrumentos e pela formação musical. A organização da Orquestra Sinfónica do Alto Minho e da Banda Sinfónica do Alto Minho em anos anteriores conseguiram trazer á nossa terra músicos oriundos de todos os cantos do nosso país e do país vizinho. O viver de experiências únicas e a satisfação de que os participantes levam da nossa terra dá-nos força para continuar a pensar na organização de grandes projectos que contribuam para a evolução musical de todos os seus participantes. A Sociedade Musical Banda Lanhelense orgulha-se de ser a principal embaixadora no âmbito musical e cultural do concelho de Caminha e promete continuar a elevar ao mais alto nível o seu desempenho para levar o mais longe possível o nome de Lanhelas e do concelho de Caminha.